# Coelioxys erysimi
Coelioxys erysimi là một loài Hymenoptera trong họ Megachilidae. Loài này được Cockerell mô tả khoa học năm 1912.